# 34836 Ronakroy
34836 Ronakroy è un asteroide della fascia principale. Scoperto nel 2001, presenta un'orbita caratterizzata da un semiasse maggiore pari a 2,9853788 au e da un'eccentricità di 0,0545613, inclinata di 1,03496° rispetto all'eclittica.